# Holzgau
Holzgau település Ausztria tartományának, Tirolnak a Reutte járásában található. Területe 36,1 km², lakosainak száma 414 fő, népsűrűsége pedig 11 fő/km² (2014. január 1-jén). A település 1103 méteres tengerszint feletti magasságban helyezkedik el.
A település részei: Holzgau, Dürnau, Gföll és Schiggen.

## Fordítás
- Ez a szócikk részben vagy egészben  a   Holzgau című angol Wikipédia-szócikk ezen változatának fordításán alapul.  Az eredeti cikk szerkesztőit annak laptörténete sorolja fel. Ez a jelzés csupán a megfogalmazás eredetét és a szerzői jogokat jelzi, nem szolgál a cikkben szereplő információk forrásmegjelöléseként.